# Colonias de Cernícalo Primilla de LLerena
Colonias de Cernícalo Primilla de LLerena este o arie protejată (arie de protecție specială avifaunistică — SPA) din Spania întinsă pe o suprafață de 43,83 ha, aflată integral pe uscat.

## Localizare
Centrul sitului Colonias de Cernícalo Primilla de LLerena este situat la coordonatele 38°14′19″N 6°00′48″W / 38.238611°N 6.013333°V.

## Înființare
Situl Colonias de Cernícalo Primilla de LLerena a fost declarat arie de protecție specială avifaunistică în decembrie 2004 pentru a proteja 5 specii de animale.

## Biodiversitate
Situată în ecoregiunea mediteraneană, aria protejată nu include niciun habitat protejat.
La baza desemnării sitului se află mai multe specii protejate de  păsări (5): lăstunul mare (Apus apus), barză albă (Ciconia ciconia), lăstun de casă (Delichon urbica), Falco naumanni, rândunică (Hirundo rustica).
Pe lângă speciile protejate, pe teritoriul sitului au mai fost identificate 2 specii de păsări.